# Volta a Catalunya 1972
La Volta Ciclista a Catalunya 1972, cinquantaduesima edizione della corsa, si svolse in cinque tappe, la seconda e l'ultima suddivise in 2 semitappe, precedute da un prologo, dal 12 al 17 settembre 1972, per un percorso totale di 927,5 km, con partenza da Tremp e arrivo a Badalona. La vittoria fu appannaggio dell'italiano Felice Gimondi, che completò il percorso in 26h01'43", precedendo gli spagnoli José Antonio González e Antonio Martos. 
I corridori che partirono da Tremp furono 64, mentre coloro che tagliarono il traguardo di Badalona furono 46.

## Tappe
| Tappa  | Data         | Percorso                                  | km    | Vincitore di tappa      | Leader cl. generale   |
| ------ | ------------ | ----------------------------------------- | ----- | ----------------------- | --------------------- |
| Pr.    | 12 settembre | Circuito di Tremp (cron. a squadre)       | 6,7   | KAS-Campagnolo          | José Antonio González |
| 1ª     | 13 settembre | Tremp > Tarragona                         | 211,6 | Domingo Perurena        | Domingo Perurena      |
| 2ª-1   | 14 settembre | Tarragona > Granollers                    | 137,8 | Domingo Perurena        | Domingo Perurena      |
| 2ª-2   | 14 settembre | Granollers > S'Agaró                      | 105,3 | José Antonio González   | José Antonio González |
| 3ª     | 15 settembre | Olot > La Seu d'Urgell                    | 141,0 | Domingo Perurena        | José Antonio González |
| 4ª     | 16 settembre | La Seu d'Urgell > Manresa                 | 202,9 | Juan Manuel Santisteban | José Antonio González |
| 5ª-1   | 17 settembre | Manresa > Barcellona                      | 93,8  | Santiago Lazcano        | Santiago Lazcano      |
| 5ª-2   | 17 settembre | Barcellona > Badalona (cron. individuale) | 28,4  | Felice Gimondi          | Felice Gimondi        |
| Totale | Totale       | Totale                                    | 927,5 |                         |                       |

## Squadre e corridori partecipanti
| N.    | Cod. | Squadra        |
| ----- | ---- | -------------- |
| 1-8   | ---  | Bic            |
| 11-18 | ---  | KAS-Campagnolo |
| 21-28 | ---  | Rokado         |
| 31-38 | ---  | Karpy-Licor    |

| N.    | Cod. | Squadra                          |
| ----- | ---- | -------------------------------- |
| 41-48 | ---  | Van Cauter-Magniflex-de Gribaldy |
| 51-58 | ---  | Werner                           |
| 61-68 | ---  | Salvarani                        |
| 71-79 | ---  | La Casera-Peña Bahamontes        |

## Dettagli delle tappe

### Prologo
- 12 settembre: Tremp – Cronometro a squadre – 6,7 km[1][2]

Risultati
| Pos. | Squadra        | Tempo |
| ---- | -------------- | ----- |
| 1    | KAS-Campagnolo | 8'20" |
| 2    | Werner         | a 15" |
| 3    | Karpy-Licor    | a 17" |

| Pos. | Corridore        | Squadra | Tempo |
| ---- | ---------------- | ------- | ----- |
| 1    | J. A. González   | KAS     | -10"  |
| 2    | Luis Ocaña       | KAS     | s.t.  |
| 3    | José Pesarrodona | KAS     | s.t.  |

### 1ª tappa
- 13 settembre: Tremp > Tarragona – 211,6 km[3]

Risultati
| Pos. | Corridore        | Squadra    | Tempo    |
| ---- | ---------------- | ---------- | -------- |
| 1    | Domingo Perurena | KAS        | 6h19'17" |
| 2    | Andrés Oliva     | La Casera  | s.t.     |
| 3    | Herman Beysens   | Van Cauter | s.t.     |

| Pos. | Corridore        | Squadra | Tempo    |
| ---- | ---------------- | ------- | -------- |
| 1    | Domingo Perurena | KAS     | 6h18'57" |
| 2    | Santiago Lazcano | KAS     | s.t.     |
| 3    | Pasqual Fandos   | Karpy   | a 15"    |

### 2ª tappa, 1ª semitappa
- 14 settembre: Tarragona > Granollers – 137,8 km[4]

Risultati
| Pos. | Corridore        | Squadra    | Tempo    |
| ---- | ---------------- | ---------- | -------- |
| 1    | Domingo Perurena | KAS        | 3h43'31" |
| 2    | Herman Beysens   | Van Cauter | s.t.     |
| 3    | Guerrino Tosello | Salvarani  | s.t.     |

### 2ª tappa, 2ª semitappa
- 14 settembre: Granollers > S'Agaró – 105,3 km[5]

Risultati
| Pos. | Corridore        | Squadra | Tempo    |
| ---- | ---------------- | ------- | -------- |
| 1    | J. A. González   | KAS     | 4h39'04" |
| 2    | Lucien Aimar     | Rokado  | a 38"    |
| 3    | Domingo Perurena | KAS     | a 40"    |

| Pos. | Corridore        | Squadra | Tempo     |
| ---- | ---------------- | ------- | --------- |
| 1    | J. A. González   | KAS     | 13h01'00" |
| 2    | Domingo Perurena | KAS     | a 26"     |
| 3    | Santiago Lazcano | KAS     | a 39"     |

### 3ª tappa
- 15 settembre: Olot > La Seu d'Urgell – 141,0 km[6]

Risultati
| Pos. | Corridore        | Squadra    | Tempo    |
| ---- | ---------------- | ---------- | -------- |
| 1    | Domingo Perurena | KAS        | 4h38'37" |
| 2    | Felice Gimondi   | Salvarani  | s.t.     |
| 3    | Herman Beysens   | Van Cauter | s.t.     |

| Pos. | Corridore        | Squadra | Tempo     |
| ---- | ---------------- | ------- | --------- |
| 1    | J. A. González   | KAS     | 17h39'37" |
| 2    | Domingo Perurena | KAS     | a 6"      |
| 3    | Pasqual Fandos   | Karpy   | a 38"     |

### 4ª tappa
- 16 settembre: La Seu d'Urgell > Manresa – 202,9 km[7]

Risultati
| Pos. | Corridore         | Squadra   | Tempo    |
| ---- | ----------------- | --------- | -------- |
| 1    | J. M. Santisteban | Karpy     | 5h09'59" |
| 2    | Guerrino Tosello  | Salvarani | a 2'14"  |
| 3    | Felice Gimondi    | Salvarani | a 2'21"  |

| Pos. | Corridore        | Squadra | Tempo     |
| ---- | ---------------- | ------- | --------- |
| 1    | J. A. González   | KAS     | 22h51'57" |
| 2    | Domingo Perurena | KAS     | a 6"      |
| 3    | Santiago Lazcano | KAS     | a 39"     |

### 5ª tappa, 1ª semitappa
- 17 settembre: Manresa > Barcellona – 93,8 km[8]

Risultati
| Pos. | Corridore         | Squadra   | Tempo    |
| ---- | ----------------- | --------- | -------- |
| 1    | Santiago Lazcano  | KAS       | 2h26'20" |
| 2    | Antoon Houbrechts | Salvarani | a 17"    |
| 3    | Roger Gilson      | Rokado    | a 21"    |

### 5ª tappa, 2ª semitappa
- 17 settembre: Badalona – Cronometro individuale – 28,4 km[8]

Risultati
| Pos. | Corridore      | Squadra   | Tempo  |
| ---- | -------------- | --------- | ------ |
| 1    | Felice Gimondi | Salvarani | 42'14" |
| 2    | Antonio Martos | Werner    | a 47"  |
| 3    | J. A. González | KAS       | a 58"  |

| Pos. | Corridore      | Squadra   | Tempo     |
| ---- | -------------- | --------- | --------- |
| 1    | Felice Gimondi | Salvarani | 26h01'43" |
| 2    | J. A. González | KAS       | a 17"     |
| 3    | Antonio Martos | Werner    | a 56"     |

## Classifiche finali

### Classifica generale
| Pos. | Corridore              | Squadra        | Tempo     |
| ---- | ---------------------- | -------------- | --------- |
| 1    | Felice Gimondi         | Salvarani      | 26h01'43" |
| 2    | José Antonio González  | KAS-Campagnolo | a 17"     |
| 3    | Antonio Martos         | Werner         | a 56"     |
| 4    | Santiago Lazcano       | KAS-Campagnolo | a 1'16"   |
| 5    | Domingo Perurena       | KAS-Campagnolo | a 1'31"   |
| 6    | Eduard Castelló        | Karpy-Licor    | a 1'54"   |
| 7    | Pedro Torres           | La Casera      | a 2'05"   |
| 8    | Luis Pedro Santamarina | Werner         | a 2'18"   |
| 9    | Antoon Houbrechts      | Salvarani      | a 2'20"   |
| 10   | Lucien Aimar           | Rokado         | a 2'25"   |

### Classifica a punti
| Pos. | Corridore        | Squadra        | Punti |
| ---- | ---------------- | -------------- | ----- |
| 1    | Domingo Perurena | KAS-Campagnolo | 48    |
| 2    | Felice Gimondi   | Salvarani      | 39    |
| 3    | Herman Beysens   | Van Cauter     | 32    |

### Classifica scalatori
| Pos. | Corridore           | Squadra        | Punti |
| ---- | ------------------- | -------------- | ----- |
| 1    | José Luis Abilleira | La Casera      | 29    |
| 2    | Andrés Oliva        | La Casera      | 25    |
| 3    | Santiago Lazcano    | KAS-Campagnolo | 21    |

### Classifica sprint
| Pos. | Corridore         | Squadra        | Punti |
| ---- | ----------------- | -------------- | ----- |
| 1    | Juan Zurano       | La Casera      | 13    |
| 2    | Miguel María Lasa | KAS-Campagnolo | 12    |
| 3    | Ventura Díaz      | Werner         | 4     |

### Classifica squadre
| Pos. | Squadra        | Tempo      |
| ---- | -------------- | ---------- |
| 1    | KAS-Campagnolo | 104h14'12" |
| 2    | Werner         | a 1'30"    |
| 3    | Karpy-Licor    | a 2'48"    |